# Índies Orientals Franceses
Les Índies Orientals Franceses foren una colònia francesa que va existir formalment del 3 de febrer de 1803 al 2 de setembre de 1810. Incloïa l'illa de Réunion, l'Índia Francesa, l'île de France (després Maurici), l'illa Rodrigues, i les Seychelles i arxipèlags dependents.

## Història
El 1609 els anglesos (la Companyia Anglesa de les Índies Orientals) van desembarcar per primer cop a les Seychelles però no s'hi van establir però el 19 de novembre de 1742 foren reclamades per França pels capitans Lazare Picaut i Jean Grossen, que els van donar el nom de Îles de La Bourdonnais (pel governador francès de l'illa de França Bertrand François Mahé de La Bourdonnais que els havia enviat a prendre possessió; l'illa principal fou anomenada Mahe també en honor del mateix governador); no hi va haver establiment en aquell moment però el govern francès hi va enviar una expedició i les va declarar oficialment annexionades l'1 de novembre de 1756 sota el nom d'Îles de Séchelles (en honor de Jean Moreau de Séchelles, aleshores controlador general de les finances de Lluís XV). El primer establiment no es va produir fins al 27 d'agost de 1770, per la Compagnie des Indes orientales et de la Chine fundada aquell any (patent de 22 d'abril de 1770). La companyia va perdre el monopoli comercial per decisió de l'Assemblea Nacional de 3 d'abril de 1790 i els socis es van reunir el 10 d'abril i van nomenar 8 comissaris per decidir si convenia seguir amb l'activitat; el 23 de maig els accionistes van decidir la continuació de les activitats i van nomenar quatre comissaris (Delessert, Fulchiron, Gautier i Mallet) que havien de redactar uns nous estatuts; el capital social fou reduït a trenta milions i el nombre de factories reduït a set: Pondichéry, Yanaon, Mahé, Canton, Surat, l'île de France (Maurici) i île de la Réunion. Les illes Seychelles van ser abandonades per la companyia però els colons restaven a lloc sota autoritat del governador de l'île de France.
Durant el Terror, la Companyia fou sospitosa d'activitats contra la revolució i la Convenció en va decretar l'11 d'octubre de 1793 la supressió i la requisa de mercaderies i vaixells (per valor de 28.544.000 lliures); els directors foren empresonats i alguns guillotinats, però alguns es van salvar com a malalts mentals per tenir un metge còmplice en el comitè revolucionari. El 17 de maig de 1794 els britànics van ocupar posicions clau a les illes però l'administració francesa va continuar i l'administrador Jean Baptiste Quéau de Quincy, encara que va renunciar a resistir als vaixells de guerra enemics, va saber negociar un estatus de capitulació que convertia als colons de les illes en subjectes neutrals a l'espera del resultat final de guerra. El 1797 (i fins al 1801) foren considerades per França, nominalment, com a part del departament francès d'Île de France (Maurici). La seva inclusió dins la colònia de les Índies Orientals fou també purament nominal. El 17 de maig de 1810 els britànics van completar el domini de les illes i el 21 d'abril de 1811 el darrer representant francès es va retirar. Les illes foren cedides a Gran Bretanya el 30 de maig de 1814 pel tractat de París. Un camí similar va seguir Maurici, que va passar igualment als britànics (junt amb Rodrigues); en canvi l'illa Réunion fou conservada pels francesos (va estar ocupada pels britànics des de 1810 fins al 1815) igual que els establiments francesos a l'Índia.

## Comandants subordinats al governador de l'Île de France/Maurici
- 1770 - 1772 de Launay
- 1772 - 1775 Anselme
- 1775 - 1777 Le Roux de Kermeseven
- 1778 - 1781 Charles Routier de Romainville
- 1781 - 1783 Berthelot de la Coste
- 1783 - 1786 François, vicomte de Souillac
- 1786 - 1789 Augustin Motais de Narbonne
- 1789 - 1792 Louis Jean Baptiste Philogène de Malavois
- 1792 - 1793 Charles Joseph Esnouf

## Governador
- 1793 - 1810 Jean-Baptiste Quéau de Quincy